# Incardination
Dans l'Église catholique et l'Église orthodoxe, l’incardination (du latin cardin-, la charnière) est le rattachement juridique d’un clerc (diacre ou prêtre) à une église particulière (un diocèse) ou un institut de vie consacrée reconnu par l’Église. Aucun prêtre ne peut exercer son ministère sans être incardiné.
L’incardination est l’expression juridique de la « communion » théologale d’un clerc avec son évêque, dans une église particulière qui l’a appelé à la servir. Les articles 265 à 272 du dernier code de droit canonique traitent explicitement de l’incardination.

## Aux premiers temps de l'Église
Dans les premiers temps de l'Église, les clercs sont ordonnés seulement pour le service d'une église, et plus précisément d'une paroisse, à laquelle ils sont naturellement incardinés. Un vestige de cette pratique demeure dans l'assignation d'un évêché, d'une cure ou d'une diaconie aux cardinaux.
Les premiers conciles mettent l'accent sur la nécessité d'un lien entre le clerc et son église. En 314, le concile d'Arles ordonne que soit déposé le clerc changeant de diocèse sans motif ; en 339, le concile d'Alexandrie qualifie d'« adultère » un évêque cherchant à changer de diocèse. Le concile de Nicée, en 325, réitère encore ces interdictions. En 451, le concile de Chalcédoine interdit les ordinations dites « absolues » ou « sans titre », c'est-à-dire sans église en vue.

## Dans l'Église catholique
Le xiie siècle voit un revirement dans la pratique puis en droit, sans doute à rattacher à la création du système du bénéfice : le clerc se voit assurer personnellement des moyens de subsistance, qui ne sont plus rattachés à une église. Deux tituli font leur apparition :
- le titulus patrimonii (titre du patrimoine) : le clerc peut changer de diocèse même sans le consentement de son évêque ;
- le titulus beneficii (titre du bénéfice) : le clerc est titulaire d'un bénéfice dans un diocèse donné, mais sans obligation de résidence.

Le concile de Trente revient en partie sur ces innovations en interdisant qu'à l'avenir « personne ne [puisse] être ordonné qui ne soit rattaché à l'Église pour le service de laquelle il a été accepté, de sorte qu'il n'y ait plus de clerc à résidence variable et incertaine » (session XXIII, cap. 16, De reformatione). Cependant, la nouvelle disposition est appliquée très progressivement, et de manière inégale.
Au XIXe siècle, la raréfaction des bénéfices pose un problème. En réponse, la Congrégation de la Propaganda Fide crée donc le titulus missionis (titre de mission). Apparaissent également le titulus mensæ ou le titulus administrationis, qui renforcent le lien entre le clerc et son diocèse. Désormais, l'évêque peut interdire à un prêtre de quitter son diocèse.
Dans le Code de droit canonique de 1917, l'incardination se concrétise par la tonsure, qui rattache le clerc à un diocèse ou à une prélature. Un changement de diocèse ne peut avoir lieu que par l'obtention d'abord de lettres d'excardination (ou exeat, en latin : « qu'il s'en aille ») puis de lettres d'incardination de la part des évêques respectifs. Dans cette optique, l'incardination perd tout aspect de service pastoral, pour ne conserver qu'un aspect disciplinaire : il s'agit de permettre à l'évêque de contrôler les clercs de son diocèse.
Dans les années 1950, les nécessités pastorales (meilleure distribution des prêtres sur le territoire, besoins en pastorale spécifique) et les réalités géopolitiques (réfugiés) remettent en cause le régime de l'incardination. Le concile Vatican II lui rend son aspect pastoral primitif par les décrets Christus Domini et Presbytorum ordinis : le clerc incardiné se met au service d'une Église particulière, c'est-à-dire d'une communauté de fidèles (cf. Lumen gentium) ; il ne s'agit plus d'un simple lien hiérarchique à l'évêque. Ainsi, dans son exhortation apostolique du 25 mars 1992, Pastores dabo vobis, Jean-Paul II explique :

« Il faut considérer comme une valeur spirituelle du prêtre son appartenance et son dévouement à l'Église particulière. Ces réalités ne sont pas seulement motivées par des raisons d'organisation et de discipline. (…) L'incardination ne se réduit pas à un lien juridique, mais elle suppose aussi une série d'attitudes et de choix spirituels pastoraux, contribuant à donner sa physionomie propre à la vocation du prêtre. »